# Novo São Joaquim
Novo São Joaquim este un oraș în Mato Grosso (MT), Brazilia.